# Контамінація (лінгвістика)
Контаміна́ція (лат. contaminatio — «змішання»), також телескопія, у лінгвістиці — виникнення нового слова, його форми або виразу внаслідок зближення, поєднання частин двох подібних слів, форм, виразів. Іноді контамінація відбувається при помилковому зближенні неспоріднених слів — внаслідок народної етимології.
Процес контамінації можна спостерігати на всіх рівнях мови, проте найбільш активно він проявляється у сфері фразеології і в синтаксисі.
*відігравати значення ← відігравати роль + мати значення.
Приклади:
- хилитати ← хилити + хитати
- цурпалок ← цурка + палка
- вебінар ← веб + семінар
- вильце, вільце ← вити + гільце[1]
- пірникоза ← пірнати + коза[2]
- перевесник ← ровесник + весна (чи весник, утвореного від верства в значенні «покоління»)[2]
- одинарний ← один + ординарний

Контамінація значно менш поширена, ніж індукція.